# Puerto Baquerizo Moreno
Puerto Baquerizo Moreno ist die Hauptstadt der ecuadorianischen Provinz Galápagos. Ferner ist Puerto Baquerizo Moreno eine Parroquia urbana und Verwaltungssitz des Kantons San Cristóbal. Die Stadt liegt an der Südwestküste der Insel San Cristóbal, der östlichsten Insel des Archipels der Galápagos-Inseln.
Die Stadt ist mit 4816 Einwohnern (Stand 2013) die zweitgrößte der Provinz nach Puerto Ayora. Der Name der Stadt geht auf den ecuadorianischen Präsidenten Alfredo Baquerizo Moreno zurück, der von September 1916 bis August 1920 im Amt war. Die wirtschaftliche Aktivität der Stadt setzt sich aus Kunstgewerbe, Fischerei, Landwirtschaft und der Tourismus-Branche zusammen. Die Nutzung der in den letzten Jahren mit erheblichem Aufwand hergerichteten Uferpromenade sowie der angrenzenden Hafenmolen und des Kinderspielplatzes durch Einheimische und Touristen wird teilweise durch große Gruppen von Seelöwen erheblich beeinträchtigt, da diese inzwischen mehrere Abschnitte als Schlafplätze einnehmen.
Der Flughafen der Stadt (Aeropuerto de San Cristóbal, IATA-Code: SCY) ist neben dem Aeropuerto Seymour auf Baltra einer von zweien im Archipel, die regelmäßig vom Festland aus angeflogen werden.